# 태풍 홀리 (1984년)
태풍 홀리 (Typhoon Holly)는 1984년의 10호 태풍으로, 대한해협을 통과하면서 8월 20~22일 사이 남부지방에 직접적인 영향을 미쳤던 태풍이다. 보기 드물게 '초대형'의 크기로서 대한민국에 영향을 미친 태풍이며, 역대 초대형 태풍 중 한반도에 가장 근접한 태풍으로 남아 있다. 대한해협을 통과한 유일한 '초대형 태풍'이다.

## 주요 관측값

### 최저해면기압
- 서귀포 976.2hPa
- 제주 978.4hPa
- 부산 978.5hPa
- 통영 979.8hPa
- 울산 980.1hPa
- 여수 980.7hPa

### 최대풍속
- 제주 18.0m/s
- 서귀포 16.7m/s
- 완도 16.7m/s
- 군산 15.7m/s
- 여수 15.0m/s
- 성산 14.5m/s

### 최대순간풍속
- 제주 28.1m/s
- 서귀포 28.1m/s
- 완도 27.1m/s
- 부산 25.7m/s
- 통영 25.2m/s
- 여수 24.2m/s

### 일최다강수량
- 대관령 242.4mm
- 거제 126.9mm
- 고흥 95.2mm
- 영덕 94.7mm
- 울산 83.9mm

### 1시간최다강수량
- 대관령 41.4mm
- 거제 26.0mm
- 영덕 22.0mm
- 구미 21.5mm

### 총 강수량 (8월 20~22일)
- 대관령 289.7mm
- 거제 139.7mm
- 제주 121.8mm
- 고흥 112.0mm
- 영덕 97.2mm

## 참고 자료
- [한반도 영향 태풍] 1984년 10호 태풍 홀리 (한국어)